# Moissanite
A moissanite, moissanita ou carborundum, é um mineral raramente encontrado na natureza composto por carboneto de silício SiC. Sendo estes nomes normalmente usados para se referir a cristais feitos em laboratório. 
A sua designação deriva do nome do seu descobridor, o químico francês Henri Moissan (1852-1907), quando examinava amostras de rochas de uma cratera localizada no Canyon Diablo, Arizona, Estados Unidos, em 1893.
A moissanite forma-se sob variadas formas, do ponto de vista estrutura: hexagonal, romboédrica ou cúbica. A sua dureza é muito alta, com valor igual a 9,25.
Os grandes cristais de moissanite são comercializados como imitações de diamante, embora sua composição seja bem diferente. 
É igualmente utilizada como abrasivo, sob a designação de carborundum.